# Шила (буддизм)
Шила — в буддизмі заповідь, букв.: «чеснота» (санскр.), палі: «сила». Йдеться про етичні заповіді, з них п'ять найпростіших (Панча-шила — п'ять заповідей або «п'ять чеснот»):
- не вбивати
- не красти
- не допускати неналежної сексуальної поведінки
- не вживати одурманюючі речовини
- не допускати порушень у мовленні (лихослів'я, наклеп та ін.)

Для послушників (саманера) — осіб, які бажають стати буддійськими ченцями, число заповідей зростає до восьми — не користуватися пахощами, вінками, не спати на м'якій постелі й т. д.
Для буддійських ченців (бгікшу) число заповідей — 227, для черниць (бгіккшуні) — 250.
Заповіді не були надані «всі відразу», але давалися «за принципом прецеденту» — так, якщо «відбувалося щось», Будда давав заповідь, супроводжуючи її коментарем: Наприклад, один монах не міг витримати утримання і кинувся з гори з метою самогубства. Він впав на одну людину, убивши її. Будда дав заповідь про неприпустимість самогубства (релігія джайнів, наприклад, допускає самоумертвіння з релігійною метою (буддизм і джайнізм виникли й розвивалися паралельно приблизно в один час)).
На відміну від теїстичних релігій буддизм передбачає свідоме, «не-імперативне» прийняття своїх «заповідей», передбачається, що той, хто приймає їх, веде хоча б мінімальне духовне життя, практикує (за висловом російського буддолога А. Парібка) «культуру психічної діяльності» — уважний в повсякденному житті до своїх думок (тобто, вибирає — «про що думати»), слів, вчинків. Передбачається, таке прийняття буддійської етики робить її дієвою в повсякденному житті, формальне ж прийняття — спроби дотримуватися заповідей: «роби» або «не роби» малоефективні.